# Agujetas de color de rosa
Agujetas de color de rosa (lit. Laços cor-de-rosa) é uma telenovela mexicana produzida pela Televisa e exibida entre 4 de abril de 1994 e 26 de maio de 1995.
Foi protagonizada por Angélica María, Carlos Bracho, Pedro Armendáriz, Natalia Esperón, Alexis Ayala e Flavio Cesar e antagonizada por Angélica Aragón, María Teresa Rivas e Gabriela Hassel.

## Enredo
Elisa  está recentemente viúva e agora deve criar seus três filhos: Paola, Daniel e Anita. A família de seu falecido marido quer roubar a sua herança e para que o aluguel de Julian Ledesma, um advogado vil e ambicioso que deve fingir que Paola, que quer ser um skatista, como o gelo cheio inspira tranquilidade. Gonzalo é um bom homem, mas sua esposa o deixou e ele deixa seus dois filhos, Martin e Luisito, então agora deve colocar todo seu esforço e determinação para que a família não desmorone. Martin, seu filho mais velho, sonha em se tornar um grande cantor e assinar um contrato com uma gravadora. Um dia, Elisa Gonzalo atinge, apesar do acidente, começa uma linda amizade que irá servi-la em tempos difíceis. Quando Paola e Martin são conhecidos surge uma forte atração entre eles, que se torna amor, apesar do interesse se sente ao amigo Martin Paola (Vanessa del Moral, a filha do proprietário da pista onde Paola trabalha como garçonete onde patina).
Notando o interesse Martin e Paola ter, Vanessa tenta destruir a relação (alienando Paola, que se torna seu rival odiado). Mesmo depois de saber que há uma equipe de patinação pista participando de Paola, Vanessa cai para competir contra o seu ex-amigo. Paola e Vanessa se tornar a equipe dois competidores para competir contra uma equipe estrangeira em uma grande exibição de teste. Durante o curso do evento, quando Vanessa e Paola são patinagem, o primeiro faz com que o segundo sofre um grave acidente, contra aventándola janelas em volta da pista. A platéia inteira está chocada com o incidente que ocorre, especialmente Julian Ledezma, e da família de Paola. Ela é levada para o hospital imediatamente. As expectativas de que andar de novo são muito difíceis, os médicos informaram Armendares família. No entanto, apesar de todas as previsões, e depois de vários tratamentos e uma operação de Paola andar novamente.
Enquanto isso, Vanessa está indo em turnê com Martin. No entanto, devido aos constantes ataques de ciúme de seu parceiro, e outros detalhes, Martin pede Vanessa alienar o grupo, que não suporta mais. Tudo prossegue normalmente durante as semanas seguintes.
Vanessa começa a mostrar sintomas da doença de preocupação para sua mãe. Ela envia alguns testes dar a sua filha, e através deles, confirma-se que a sua filha tem câncer e só tem muito pouco tempo para viver. Inconsolável, a mãe de Vanessa pede para ver Martin, que conta a doença de sua filha. O jovem fica chocado. A mãe também pede-lhe para casar com sua filha para fazer você passar momentos felizes com Vanessa antes de começar. Martin hesita em aceitar, mas quando Vanessa desmaiou diante dele e Paola, a cantora decide aceitar. Tour e pede união Vanessa. Vanessa aceita.
O casamento futuro é de domínio público. Paola não pode deixar de se sentir mal com a situação, mas aceita alegremente. O dia do casamento chega, e antes do início do evento, Vanessa começa a se sentir mal. A noiva é levada para sua casa, onde todos os convidados estão esperando (Vanessa Paola e bate-papo no quarto). O momento trágico chega finalmente. Vanessa morrer em meio a gritos de seus pais e do choque de Martin, Paola e suas famílias, que foram para assistir ao casamento.
Depois de Vanessa está enterrado, Paola e Martin retomar seu relacionamento. Mas os conflitos com seu empresário Martin ficar maior, eo casal decide enfrentá-lo. Este Martin causas é levado a prisão injustamente. Paola, desesperado, pede a ajuda de Julian Ledezma, que aceita sair da cadeia para Martin. Paola está comprometida, como agradecimento, para casar com ele. Martin libertados, enquanto seu treinador anterior é levado para a cadeia.
Enquanto isso, o relacionamento romântico entre Elisa e Gonzalo (que tinha se divorciado de sua esposa) começa a rachar. Gonzalo invadir ciúme quando um novo pretendente Elisa (César). Mas, então, tudo é composto, e Elisa e Gonzalo novamente retomar seu amor.
Martin procura Paola. No entanto, ela já é casada com Julian, e também diz que ele não ama. Gonzalo aconselha seu filho Paola esquecer para sempre. Com isso, o jovem decide sair em turnê no exterior, já não há nada para impedir isso. Martin e seu grupo estão saindo em turnê, alcançando um sucesso espetacular e chegando ao posto de artistas.
Gonzalo, o sucesso feliz de seu filho, decide adiar a sua relação com o tempo de Elisa para ir ver seu filho. Mas o avião em que viaja falha, ter consequências fatais para os passageiros. Isso acaba com a vida de Gonzalo e amor entre ele e Elisa.
Eles passam o tempo. O casamento entre Julian e Paola enfrenta alguns problemas. Elisa e sua família estão envolvidos em um internato, onde novas histórias surgem. Obstáculos à Paola e sua família continuar, mas no final, a felicidade acaba conseguindo.

## Elenco
- Angélica María - Elisa Morán viuda de Armendares
- Natalia Esperón - Paola Armendares
- Angélica Aragón - Bertha
- Carlos Bracho - Jorge Bosch
- Alexis Ayala - Julián Ledezma
- Pedro Armendáriz Jr. - Aarón Zamora
- César Évora - Esteban Armendares
- Flavio Cesar - Martín Dávila
- Gabriela Hassel - Vanessa del Moral
- Alberto Vázquez - Gonzalo Dávila
- Julissa - Lola
- María Teresa Rivas - Elvira Armendares
- Liliana Weimer - Patricia Dávila
- David Ostrosky - Víctor Manuel Medina
- Eduardo Liñán - Alonso del Moral
- Pedro Weber "Chatanuga" - Nicolás Dávila
- Anel - Rebeca del Moral
- José María Torre - Daniel Armendares
- Marisol Centeno - Anita Armendares
- Felipe Colombo - Luisito Dávila
- Irán Castillo - Cecilia Zamora
- Ofelia Guilmáin - Bárbara
- Enrique Guzmán - César
- Roxana Chávez - Irma Zamora
- Eulalio González "Piporro" - Antonio Rozas
- Humberto Elizondo - Tomás
- Oscar Servin - Bruno
- Monserrat Ontiveros - Avelina "Lina" Gómez Calderón
- Diego Schoening - Tavo
- Sergio Bustamante - Gino
- Marisol Mijares - Renata Zamora
- Alan Gutiérrez - Jerónimo
- Sergio Blass - Cristián
- Nora Salinas - Jessica
- Charlie - Félix
- Francesca Guillén - Deborah/Fernanda Gómez Calderón
- Silvia Campos - Marcela
- Karla Álvarez - Isabel
- Ariane Pellicer - Lara Lai
- Shanti Clasing - Marisol
- Sherlyn - Clarita
- Alejandra Peniche - Gloria Gómez Calderón
- Sergio Acosta - Ismael Pérez
- Eduardo Arroyuelo - Rubén
- Alejandro Ibarra - Aldo
- Sergio Ochoa - Fernando
- Adriana Acosta - Adriana
- Kelly - Kelly
- Sheyla Tadeo - Sheyla
- Edith Márquez - Edith del Castillo
- Leonardo Daniel - Miguel Davis
- Isaac Edid - Rafa
- Regina Torné - Mercedes Bosch
- Alfredo Alegría - Lenguardo
- Eugenio Bartilotti - Silver
- Diego Sieres - Memo
- Lourdes Reyes - Laura
- Manuel Landeta - Arnold
- Giorgio Palacios - Del Prado
- Claudia Vega - Dínorah
- Luis Gimeno - Lucio
- José Carlos Ruiz - Odilón
- Jorge Russek - Pompeyo
- Patricio Castillo - Serafín
- Manuel Gurría - Coque
- Sandra Olivares - Lorena
- Raúl Meraz - Pai de Julián
- Juan Carlos Colombo - Dr. Belazcuarán

## Exibição
Foi exibida pelo canal TLNovelas entre 21 de agosto de 2000 a 12 de outubro de 2001.

## Exibição em Portugal
Em Portugal, foi exibida pela TVI, entre 1996 e 1997, no horário da tarde.

## Prêmios e indicações

### Prêmios TVyNovelas 1995
| Categoria               | Indicado(a)             | Resultado |
| ----------------------- | ----------------------- | --------- |
| Melhor atriz principal  | Angélica María          | Indicado  |
| Melhor ator coadjuvante | Pedro Weber "Chatanuga" | Venceu    |
| Melhor ator juvenil     | Alexis Ayala            | Indicado  |
| Revelação femininia     | Natalia Esperón         | Venceu    |
| Revelação masculina     | Flavio Cesar            | Venceu    |